# Függvény grafikonja
Egy függvény grafikonján vagy gráfján értjük azon rendezett párok halmazát, melyek első komponensei a függvény értelmezési tartományainak elemeiből, a második komponensek az elsőhöz tartozó függvényértékből állnak. Szimbolikusan:
{\displaystyle \mathrm {Graph} (f)=\{\langle x,f(x)\rangle \mid x\in \mathrm {Dom} (f)\}}
Egyváltozós valós f függvények esetén Graph(f) felfogható, mint a koordináta-rendszer azon pontjainak halmaza, melyeken a függvény görbéje áthalad, azaz melyeket az y = f(x) egyenlet határoz meg:
{\displaystyle (x,y)\in \mathrm {Graph} (f)\;(\subseteq \mathbb {R} ^{2})\;\quad \Longleftrightarrow \quad y=f(x)}
Megjegyezzük, hogy amennyiben a függvényre a halmazelméleti definíció szerint gondolunk, akkor függvény és grafikonja között formális különbség nem áll fenn. Ha viszont az algebrai definíciót vesszük alapul, azaz a függvényt egy (ρ, A, B) rendezett hármasként definiáljuk, ahol ρ rendezett párok olyan halmaza, mely a második komponensében egyértelmű, akkor Graph(f) nem lesz más mint maga a ρ reláció.
Néhány alkalmazásban kifejezetten előnyös a grafikon fogalmára hivatkozni. A zárt grafikon tételben a grafikon mint halmaz zárt topologikus tulajdonságán múlik a függvény folytonossága. Az implicitfüggvény-tételben speciális F(x,y) = 0 egyenlet által definiált relációról állítjuk, hogy függvény grafikonjaként fogható fel. Megjegyezzük azonban, hogy a fogalom említése ezekben és sok más alkalmazásban elkerülhető az állítások átfogalmazása segítségével.
Matematikafilozófiai értelemben a függvényt magát megkülönböztethetjük azon párok halmazától, melyek kielégítik a függvény definíciós szabályát. Ekkor Frege szemléletét vesszük alapul, melyet a Függvény és fogalom című munkájában fejtett ki, amelyben rámutatott, hogy a függvény maga nem azonos a függvény értékmenetével (melyet mai szóhasználattal a függvény extenziójának mondunk).

## Külső hivatkozások
- Graph, PlanetMath
- Graph of a mapping, Springer Encyclopedia of Mathematics
- Online függvénygrafikon rajzoló